# Lèmur ratolí de Mittermeier
El lèmur ratolí de Mittermeier (Microcebus mittermeieri) és una espècie de lèmur de la família dels quirogalèids que fou descoberta recentment a Madagascar, on només viu a la Reserva Especial d'Anjanaharibe-Sud. El nom de l'espècie és un homenatge al Dr. Russell Mittermeier, president de Conservation International, una organització que promou els esforços de conservació dels primats a Madagascar i arreu del món.